# ماري آن نيومان
ماري آن نيومان (بالإنجليزية: Mary Ann Newman)‏ هي مترجمة أمريكية، ولدت في 1951 في نيويورك في الولايات المتحدة.